# Лотяну, Эмиль Владимирович
Эми́ль Влади́мирович Лотя́ну (рум. Emil Loteanu; 6 ноября 1936, с. Клокушна, жудец Хотин, Бессарабия, Королевство Румыния — 18 апреля 2003, Москва, Россия) — молдавский, советский и российский кинорежиссёр, сценарист, педагог. Народный артист РСФСР (1980).

## Биография

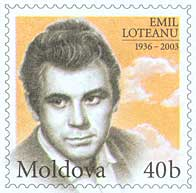
Почтовая марка Молдовы, 2004 год

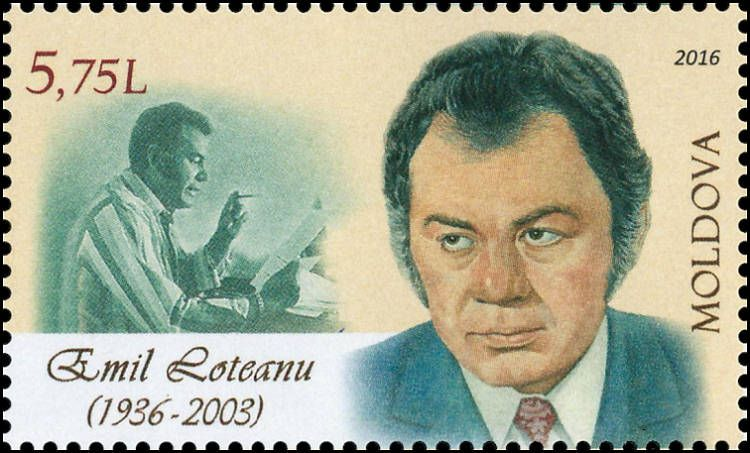
Почтовая марка Молдовы, 2016 год

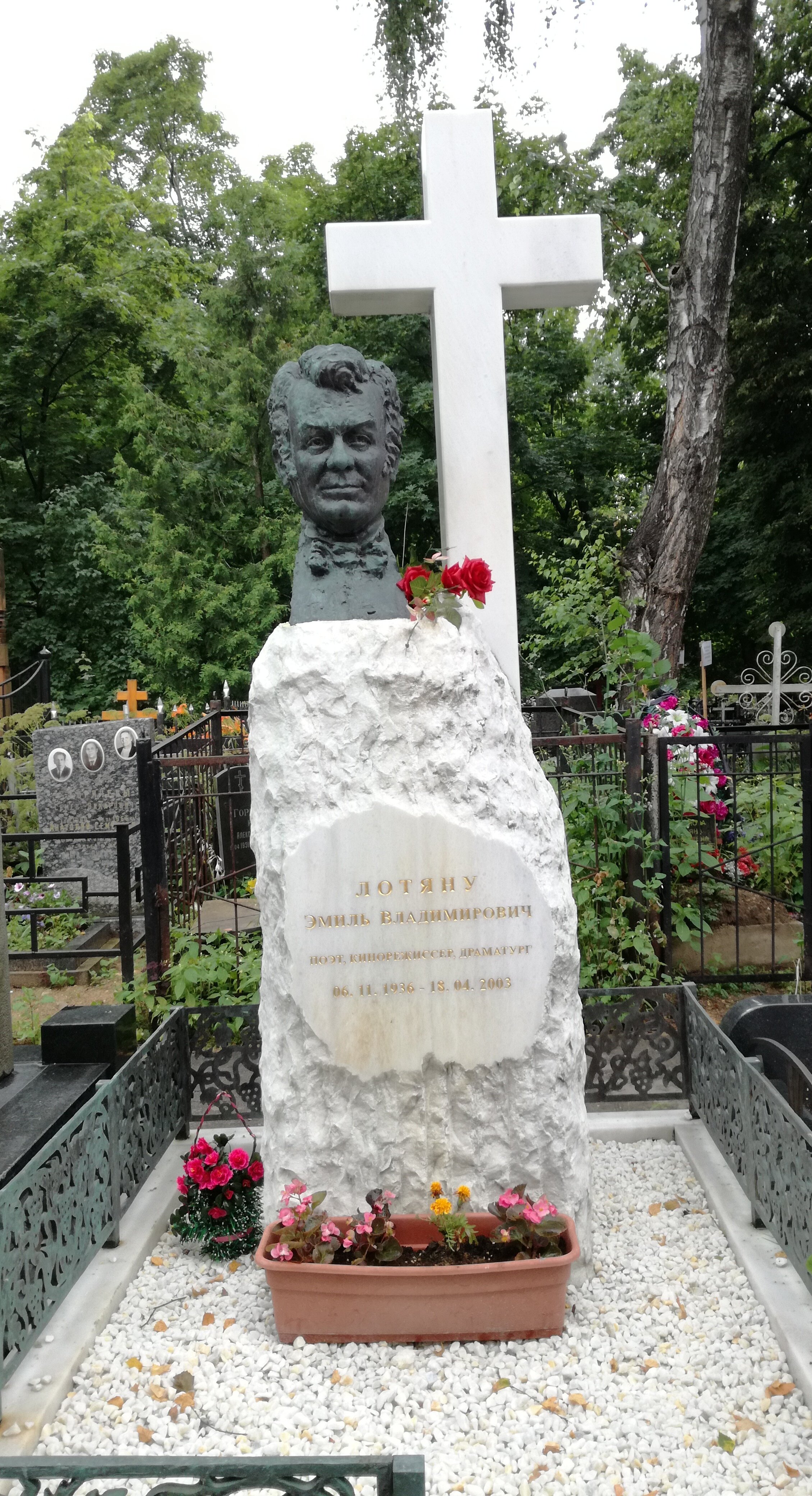
Могила Лотяну на Ваганьковском кладбище в Москве.

Родился 6 ноября 1936 года в бессарабском селе Клокушна (ныне — Окницкий район Республики Молдова).
Учился в школе в Клокушне. После присоединения Бессарабии к СССР в 1944 году Эмиль остался жить вместе со своим отцом Владимиром, а его младший брат Марсель переехал к своей матери Татьяне в Бухарест, где она работала в советском посольстве.
В декабре 1949 года у Лотяну внезапно умер отец. Потеряв контакт с матерью, которая находилась в Румынии, он жил первое время на улицах, спал на складах и в общежитиях. Тринадцатилетний мальчик самовольно переплыл пограничную реку Прут, укрывшись в доме бабушки и дедушки в Коленцэуцах. Его поймали и передали румынским пограничникам, которые отправили его в Бухарест к матери.
После средней школы в Румынии он пытался сдать экзамен в школу кино в Бухаресте, но его документы о допуске были отклонены.
Тогда в 1952 году он попросил о репатриации в СССР и вернулся в Клокушну, чтобы продолжить изучение кино в СССР.
С 1953 по 1954 год Эмиль Лотяну актёр Драматического театра им. А. С. Пушкина в Кишинёве.
В 1953—1955 годах учился на актёрском факультете Школы-студии МХАТ. В 1962 году окончил режиссёрский факультет ВГИКа (мастерская Г. Рошаля и Ю. Геники).
В 1962—1973 работал режиссёром на киностудии «Молдова-фильм», где дебютировал с героико-революционной лентой «Ждите нас на рассвете» (1963). В 1966 году Эмиль Лотяну поставил картину о молдавских чабанах «Красные поляны».
Член КПСС с 1968 года. В кинопоэме «Лаутары» (1971), отмеченной призом кинофестиваля в Сан-Себастьяне, режиссёр рассказал о судьбе народных музыкантов.
С 1973 года Лотяну работал на киностудии «Мосфильм». Особую популярность ему принесли экранизация рассказов М. Горького «Табор уходит в небо», экранизация повести А. Чехова «Мой ласковый и нежный зверь» и фильм «Анна Павлова», посвящённый жизни великой русской балерины.
С 1977 г. руководил мастерскими режиссёров художественного фильма на Высших курсах сценаристов и режиссёров.
В конце 1980-х годов он вновь вернулся на «Молдова-фильм», работал на молдавском телевидении, где экранизировал поэму М. Эминеску «Лучафэрул».
В 1987—1992 годах — президент Союза кинематографистов Молдовы. Преподавал на курсах для актёров театра в Кишинёвском Институте Искусств.
В 1998 поставил во МХАТе имени М. Горького спектакль «Весь ваш Антоша Чехонте» по произведениям Антона Чехова «Медведь», «Свадьба». Автор нескольких сборников стихов и рассказов, сценариев всех своих фильмов. Автор стихов к фильму «Восьмое чудо света» (1981).
Скончался 18 апреля 2003 года в Москве на 67-м году жизни. Похоронен на Ваганьковском кладбище в Москве.
11 мая 2017 года в Бельцах одной из новых улиц присвоено имя Эмиля Лотяну.

## Семья
В 1964—1967 и 1972—1977 годах состоял в отношениях со Светланой Томой (род. 1947), советской, молдавской и российской актрисой, Заслуженной артисткой России, Народной артисткой Республики Молдова.
Жена (с 1979 по 1984) — Галина Беляева (род. 1961), советская и российская актриса театра и кино. Заслуженная артистка России.
- Сын — Эмиль Эмильевич Лотяну (род. 1980), окончил юридический факультет МГУ и факультет продюсерства и экономики ВГИКа, жил в Лос-Анджелесе (США), был женат с 2000 года, имеет двоих детей — дочь Марию и сына Кристиана.

## Награды и звания
- Орден Республики (22 декабря 2000 года, Молдова) — за выдающиеся успехи в творческой деятельности, особые заслуги в развитии киноискусства и значительный вклад в утверждение национальных духовных ценностей[10].
- Медаль «Михай Эминеску» (14 ноября 1995 года, Молдова) — за значительный вклад в развитие национального киноискусства, создание ярких художественных и хроникально-документальных фильмов, высокий профессионализм[11].
- Народный артист РСФСР (25 января 1980 года) — за заслуги в развитии советского киноискусства[12].
- Заслуженный деятель искусств Молдавской ССР (1969).

## Призы на кинофестивалях
- «Красные поляны» — специальный диплом регионального кинофестиваля в Кишинёве, 1967
- «Это мгновение»
  - премия регионального кинофестиваля в Минске, 1969
  - вторая премия за лучший историко-революционный фильм Всесоюзного кинофестиваля в Минске, 1970
- «Лаутары»
  - вторая премия (Серебряная раковина) международного фестиваля в Сан-Себастьяне, 1972
  - специальная премия жюри международного фестиваля в Сан-Себастьяне, 1972
  - Серебряная Нимфа международного кинофестиваля в Неаполе, 1972
  - специальный диплом международного кинофестиваля в Орвиенто, 1972
- «Табор уходит в небо»
  - Золотая Раковина международного кинофестиваля в Сан-Себастьяне, 1976
  - диплом за лучшую режиссуру международного кинофестиваля «Fest-77» в Белграде, 1977
  - диплом за лучший фильм международного фестиваля в Праге, 1977
- «Мой ласковый и нежный зверь»
  - участие в основном конкурсе МКФ в Канне, 1978
- «Анна Павлова»
  - премия за лучший иностранный фильм на международном кинофестивале в Оксфорде, 1984
  - диплом за особые заслуги в развитии кинематографа на международном кинофестивале в Оксфорде, 1984
- «Лучафэрул» — Национальная премия, 1988

## Фильмография
- 1960 — Жил-был мальчик (короткометражный)
- 1961 — Камень, время, песня (короткометражный)
- 1963 — Ждите нас на рассвете
- 1966 — Красные поляны
- 1968 — Это мгновение
- 1971 — Лаутары
- 1976 — Табор уходит в небо
- 1978 — Мой ласковый и нежный зверь
- 1983 — Анна Павлова
- 1986 — Лучафэрул
- 1993 — Скорлупа